# Aaby Sogn (Jammerbugt Kommune)
 For alternative betydninger, se Aaby Sogn. (Se også artikler, som begynder med Aaby Sogn)
Aaby Sogn er et sogn i Jammerbugt Provsti (Aalborg Stift).
I 1800-tallet var Biersted Sogn anneks til Aaby Sogn. Biersted og ca. halvdelen af Aaby hørte til Kær Herred i Aalborg Amt, mens den anden halvdel af Aaby hørte til Hvetbo Herred i Hjørring Amt. Aaby-Biersted sognekommune blev ved kommunalreformen i 1970 indlemmet i Aabybro Kommune, der ved strukturreformen i 2007 indgik i Jammerbugt Kommune.
I 1899 blev Vedsted Kirke opført, og Vedsted blev et kirkedistrikt i Aaby Sogn. I 1930 blev kirkedistriktet udskilt som det selvstændige Vedsted Sogn, der samtidig blev overført fra Kær Herred til Hvetbo Herred.
I Aaby Sogn ligger Aaby Kirke.
I sognet findes følgende autoriserede stednavne:
- Birkelse (ejerlav, landbrugsejendom)
- Damfenner (areal)
- Havgårde (bebyggelse)
- Helledi Enge (areal)
- Hovens Kær (bebyggelse)
- Knøsgård (bebyggelse)
- Nørbjerg (areal)
- Præstens Kær (bebyggelse)
- Rosenlund (bebyggelse)
- Sandels Fenner (areal)
- Skovengene (bebyggelse)
- Tueeng (areal)
- Vildmosen (bebyggelse)
- Voldbro (bebyggelse)
- Aaby (bebyggelse, ejerlav)
- Aaby Enge (bebyggelse)
- Aaby Hede (bebyggelse)
- Aaby Kær (bebyggelse)
- Aaby Mark (bebyggelse)
- Aaby Mose (bebyggelse)
- Aabybro (bebyggelse)
- Åstrup (bebyggelse)
- Åstrup Mark (bebyggelse)